# Роскомсвобода
Роскомсвобо́да — российский общественный проект, созданный для пропаганды идей свободы информации и саморегуляции интернет-отрасли, информирования общества об ужесточении государственной политики в области Интернета и для помощи неправомерно заблокированным ресурсам. Проект начал работать 1 ноября 2012 года одновременно с Федеральным законом № 139-ФЗ от 28 июля 2012 года и Единым реестром запрещенных сайтов. Название «Роскомсвобода» — оксюморон, стилистическое противопоставление Роскомнадзору — ведомству, которое ассоциируется с ведением чёрных списков, организацией цензуры и ограничениями доступа к сайтам в России на государственном уровне.
Проект проводит мониторинг всех реестров запрещённых сайтов, а также реестров блогеров и организаторов распространения информации, запускает общественные кампании и создает тематические проекты, связанные со свободой Рунета и правами человека в Сети, а также публикует новости, аналитические и статистические материалы, связанные с ограничением свободы слова, интернет-цензуры и государственным регулированием интернет-пространства.

## Создание
1 ноября 2012 года в день вступления в силу закона о создании реестра «сайтов с информацией, запрещенной к распространению на территории России» в Независимом пресс-центре состоялась пресс-конференция по этому поводу и презентация сайта «Роскомсвобода» (rublacklist.net; зарегистрирован 30 октября 2012 года). В числе присутствовали представители Пиратской партии России и депутат Европарламента от Пиратской партии Швеции — Амелия Андерсдоттер.

## Деятельность
Одним из ключевых направлений работы проекта является отслеживание блокировок интернет-ресурсов с помощью сервиса reestr.rublacklist.net. Тем самым реализуется открытый общественный мониторинг государственного реестра запрещенных сайтов, функционирующего в рамках правоприменения федеральных законов РФ № 139-ФЗ, № 187-ФЗ, № 398-ФЗ и ряда других, регулирующих распространение информации в интернете. Благодаря анализу реестра также было выявлено множество сайтов, заблокированных неправомерно, из-за того, что они находились на одном IP c ресурсами, которые были внесены «черные списки» по решению государственных органов. Позднее к мониторингу реестра запрещенных сайтов добавился мониторинг реестра организаторов распространения информации (ОРИ), куда вносятся компании, которых обязали хранить пользовательские данные и передавать всю информацию об их активности силовым органам.
2 июля 2013 года представители Роскомсвободы опубликовали петицию об отмене Антипиратского закона (Федеральный закон от 2 июля 2013 года № 187-ФЗ, также известен как «Русская SOPA», «Закон против интернета» и «Закон о произвольных блокировках»). Данная петиция в начале августа 2013 года набрала более 100 000 голосов граждан РФ на портале Российской общественной инициативы, что явилось основанием для её рассмотрения со стороны экспертной рабочей группы федерального уровня, созданной в соответствии с Распоряжением Правительства РФ от 3 июня 2013 г. № 899-р.
19 сентября 2013 года в РИА Новости прошло ключевое общественное обсуждение Антипиратского закона с участием министров РФ, депутатов Государственной Думы РФ, представителей государственных ведомств и различных секторов бизнеса. В ходе данного обсуждения позицию подписавших петицию об отмене Антипиратского закона граждан озвучил её инициатор Артём Козлюк, являющийся руководителем проекта Роскомсвобода, обративший внимание всех участников данного обсуждения на необходимость расширить институт общественного участия и влияния в ходе разработки законопроектов и назревшем кризисе авторского права в его устаревшем представлении в наступившую цифровую эпоху.
14 октября 2013 года экспертная рабочая группа, которую возглавил министр Открытого Правительства РФ Михаил Абызов, в соответствии с пунктом 24 Правил рассмотрения общественных инициатив, направленных гражданами Российской Федерации с использованием интернет-ресурса «Российская общественная инициатива», утверждённых Указом Президента РФ от 4 марта 2013 г. № 183, рассмотрела петицию об отмене Антипиратского закона с участием её инициатора, Артёма Козлюка.
28 октября 2013 года было вынесено заключение и решение со стороны экспертной рабочей группы по результату рассмотрения данной петиции, которая рекомендовала Государственной Думе РФ учесть замечания авторов инициативы об отмене Антипиратского закона при совершенствовании законодательства в сфере авторских и смежных прав. Общественной палате РФ было рекомендовано провести общественное обсуждение о внесении изменений в соответствующий закон.
«Рассмотрение этой петиции подняло пласт проблем в законодательстве… Эта инициатива побуждает нас перевести на принципиально иной, улучшенный уровень законодательное обеспечение интернета», — говорил на заседании экспертной рабочей группы 21 октября министр РФ, руководитель рабочей группы Михаил Абызов. Однако отменять сам Антипиратский закон рабочая группа сочла нецелесообразным.
В апреле 2015 года представители «Роскомсвободы» выявили более 2000 комментариев ботов на портале regulation.gov.ru, которые «накручивали» голоса за закон Министерства культуры о глобальной лицензии («налог на интернет»).

### Деятельность послевторжения России на Украину
В декабре 2022 года Минюст России включил Роскомсвободу в реестр «иностранных агентов». Из объяснений Минюста следует, что Роскомсвобода находится под иностранным влиянием, которое выражено в создании и распространении сообщений «иностранных агентов».

#### Заявление в связи с массовыми санкциями IT-компаний против российских пользователей
В марте 2022 года после вторжения России на Украину и введения санкций со стороны иностранных IT-компаний Роскомсвобода выступила с заявлением о том, что подобные меры только способствуют усилению интернет-цензуры укреплению позиций властей в России.
Организация заявила, что неизбирательные массовые санкции западных IT-компаний в отношении россиян значительно ухудшат ситуацию с соблюдением основных прав человека в РФ. Так 5 марта 2022 года магистральный оператор связи Cogent отключил доступ к своему оборудованию для российских пользователей. В последующие дни множество компаний заявило о своем уходе из России и приостановлению обслуживания российских пользователей. По мнению экспертов, подобные действия лишь приблизят самоизоляцию российского сегмента Интернета, насаждаемую властями РФ. Кроме того, санкции послужат предлогом для властей страны для создания собственного, закрытого и изолированного «суверенного Интернета».
В заявлении, доступном на русском, английском, французском, немецком, итальянском и чешском языках, организация призвала предпринять действия, направленные на:
- обеспечение связности Сети и беспрепятственного доступа российских и украинских граждан, проживающих в России, к Интернету и глобальным сервисам;
- повышение доверия и безопасности при использовании Интернета и при обмене информацией;
- создание для всех граждан на всех уровнях благоприятной среды; содействие культурному разнообразию и взаимоуважению;
- признание роли независимых СМИ, а также поощрение международного и регионального сотрудничества.

#### Петиция к VPN-сервисам о доступе для российских пользователей
В марте 2022 года «Роскомсвобода» опубликовала на Change.org петицию, в которой обратилась к зарубежным IT-компаниям с просьбой предоставить российским пользователям свободный доступ к услугам VPN-сервисов. По состоянию на октябрь 2022 года петицию подписали 84 тыс. человек.
В петиции отражено, что на фоне усиления в России цензуры, увеличилось число блокировок сайтов с независимой информацией, а также был ограничен доступа к популярным иностранным соцсетям, таким как Twitter, Facebook, Instagram (Meta — признана в России нежелательной организацией). Люди стали искать пути обхода запретов. В то же время из-за ухода из России VISA и MasterCard, а также ряда других финансовых сервисов, российские пользователи оказались не в состоянии оплачивать услуги VPN привычными способами и подверглись риску остаться без важных инструментов для защиты приватности и права на свободное получение и распространение информации.
После публикации петиции Amnezia VPN запустила телеграм-бот, который раздаёт бесплатный доступ к самым востребованным заблокированным ресурсам: СМИ, социальным сетям, сайтам общественных организаций, заблокированным после российского вторжения на Украину. Proton VPN и HighLoad VPN предлагает бесплатно установить свой продукт для обхода цензуры и блокировок.

#### Мониторинг блокировок сайтов в связи с «военной цензурой»
С начала вторжения на Украину Роскомсвобода ведет мониторинг блокировок интернет-ресурсов по основанию военной цензуры. По данным Роскомвободы по состоянию на август 2022 года в реестр запрещённой информации было внесено почти 7000 сайтов и ссылок, среди которых крупные новостные агентства, медиа-ресурсы, сайты правозащитных организаций, их зеркала, и даже пиратские порталы, ресурсы торговых организаций, онлайн-школ и персональные сайты публичных и частных лиц.
С февраля 2022 года в России фактически была введена военная цензура. В первые дни Генпрокуратура блокировала по формальным основаниям, затем был принят закон о дискредитации армии. Кроме Генеральной прокуратуры решения о блокировке ресурсов по «военной цензуре» выносят также региональные суды. Помимо блокировки собственно медиа-ресурсов, блокируются зеркала уже заблокированных по военной цензуре сайтов, множество сайтов пацифистской направленности, порталы о потерях российской армии и по поиску пропавших и попавших в плен военнослужащих, региональные СМИ, пропагандирующие уклонение от призыва ресурсы, сайты вакансий и т. д.

#### Суд с «Яндекс. Едой» из-за утечки персональных данных
В апреле 2022 года после крупной утечки персональных данных россиян из сервиса доставки «Яндекс. Еда» Роскомсвобода вместе с проектом «Сетевые свободы» подала коллективный иск против компании. В начале марта этого года «Яндекс. Еда» уведомила пользователей об утечке следующих персональных данных: ФИО, номер телефона, почта, адрес проживания и сумма, потраченная за 6 месяцев.
В первое заявление были включены 20 истцов из Москвы, Кемеровской области, Красноярского края и Санкт-Петербурга. Тогда же организация заявила, что к иску намерены присоединиться ещё 8 тыс. человек, которые с ней связались.
В коллективном иске истцы требовали признать незаконными действия «Яндекс. Еды» и «Яндекса», которые не приняли необходимых и достаточных мер для обеспечения конфиденциальности персональных данных истцов; обязать «Яндекс. Еду» и ООО «Яндекс» отчитаться о принятых мерах по обеспечению сохранности ПД после произошедшей утечки (в течение 30 календарных дней с момента вступления в силу решения суда); взыскать с ответчиков компенсацию морального вреда в размере 100 000 рублей в пользу каждого из истцов.
8 июня 2022 года организации подали 728 заявлений граждан, которые пожелали присоединиться к делу. Уже через неделю, 15 июня 2022 года, суд вернул заявления, сославшись на то, что нет достаточных оснований для приобщения заявлений к делу.
В начале августа 2022 года стало известно о возбуждении СК уголовного дела по факту разглашения данных пользователей Яндекс. Еды. Дело было возбуждено по трём статьям УК: ч.1 ст.137 (нарушение неприкосновенности частной жизни); ч.3 ст.272 (неправомерный доступ к компьютерной информации); ч.2 ст.273 (создание, использование и распространение вредоносных программ).
По состоянию на октябрь 2022 года судебный процесс ещё продолжается. Сама компания Яндекс за это время была лишь дважды оштрафована на 60 тысяч рублей за две крупные утечки данных — пользователей сервиса Яндекс. Еда. и курьеров.

## Общественные кампании

### Кампания по легализации криптовалют в России
В июне 2017 года Роскомсвобода запустила общественную кампанию по легализации криптовалют в России — «Право на Bitcoin». Среди требований её тезисов было: прекращение преследования криптоэнтузиатов, отмена блокировки тематических сайтов о криптовалютах, а также разъяснение статуса криптовалют в России. В 2018 году Роскомсвобода обжаловала блокировку сайтов bitcoininfo.ru и localbitcoins.com, а ещё позднее — добилась отмены решения о блокировке ресурса bestchange.ru.

### Кампания по разблокировке Telegram
В 2017 году в реестр ОРИ был внесён мессенджер Telegram, в результате чего у ФСБ появились основания требовать от администрации сервиса предоставления ключей шифрования для декодирования сообщений всех пользователей. Роскомсвобода начала общественную кампанию «Битва за Telegram», в ходе которой пользователям Сети предлагалось присоединиться к коллективному иску против ФСБ и Роскомнадзора. Организация выступила за отмену требований передачи властям ключей шифрования Telegram. 14 марта 2018 года юристы Роскомсвободы подали в Мещанский суд города Москвы коллективный иск, оспаривающий действия российских властей против мессенджера. В рамках кампании в июле 2019 года в ЕСПЧ направили 24 жалобы пользователей, которые выступали против того, чтобы ФСБ могли без суда запрашивать ключи дешифровки сообщений. Летом 2021 года ЕСПЧ коммуницировал первую жалобу коллективного иска и задал вопросы российским властям о правомерности блокировки мессенджера на территории России. Правительству было предложено представить собственную позицию и своё видение фактов по этому делу до 14.10.2021 года.

### Кампания в защиту администратора узла Tor
В 2017 году юристы Роскомсвободы присоединились к защите математика Дмитрия Богатова, который, будучи сторонником распространения свободного программного обеспечения, являлся администратором выходного узла сети Tor. Богатова обвиняли в организации несогласованной акции и «призывах к терроризму», поскольку, по версии следствия он под чужим аккаунтом размещал в социальной сети «ВКонтакте» сообщения, в которых призывал к насилию во время предстоящих протестов.
Общественная поддержка «узника Tor», как его называли журналисты, проводилась с хештегом #FreeBogatov. Вмешательство правозащитников придало делу общественный резонанс, а в самом Tor началась акция поддержки российского математика. Такие же владельцы узлов сети во всем мире давали им название «FreeBogatov». Роскомсвобода заявляла о том, что дело является политически мотивированным и строится не на фактах, а лишь на домыслах следователей. Несколько месяцев математик провёл в СИЗО, и лишь в июле 2017 года был переведён под домашний арест. 21 мая 2018 года он получил постановление о прекращении уголовного преследования. Позже стало известно, что Дмитрий Богатов покинул страну.

### Кампания против системы распознавания лиц
В 2019 году Роскомсвобода запустила кампанию против использования технологий распознавания лиц в городском видеонаблюдении — BanCam. В рамках кампании была создана петиция, призывающая ввести мораторий на использование технологий распознавания, пока не будут созданы прозрачные механизмы контроля за доступом к данным.
В августе 2020 года на фоне активного развертывания по всей России системы видеонаблюдения «Безопасный город» с функцией распознавания лиц Роскомсвобода провела расследование об утечках данных с городских камер Москвы, подключенных к этой системе. В расследовании приняла участие волонтёр организации, которая согласилась заказать «пробив» себя по данным с камер видеонаблюдения с функцией распознавания лиц и за 16 тысяч рублей получила выписку с результатом от 79 московских камер с указанием всех адресов, где она была за последний месяц. По итогам расследования выяснилось, что доступ к городским камерам можно получить по прямой ссылке, а выявленная ранее уязвимость, позволяющая копировать ссылки на доступ и передавать их третьим лицам, не была устранена. В результате мониторинга чёрного рынка данных были обнаружены предложения о продаже данных из систем распознавания лиц, а в ходе запроса у продавцов примеров продаваемой ими информации, обнаружились свидетельства утечек данных семи жителей Москвы.
По факту расследования Роскомсвобода направила запросы в МВД и ДИТ с требованием разъяснений по выявленным обстоятельствам о возможности доступа к камерам третьим лицам, а также о предусмотренных дисциплинарных и иных мерах наказания для сотрудников, допустивших утечки данных. 16 сентября 2020 года волонтёр организации, чьи данные подверглись утечке с базы распознавания лиц, подала иск к ДИТ Москвы и МВД в Тверской районный суд Москвы с требованием запретить использование системы распознавания лиц и выплатить компенсацию в размере 100 тыс. рублей.
Спустя неделю после подачи иска Следственный комитет возбудил два уголовных дела в отношении оперуполномоченного УВД Северо-Восточного округа Москвы Дмитрия Шершнева и сотрудник патрульно-постовой службы Бутырского района Константина Иванова, которые были причастны к утечке данных. Их обвинили в злоупотреблении должностными полномочиями и нарушении неприкосновенности частной жизни с использованием служебного положения. В декабре 2020 года Тверской районный суд Москвы рассмотрел и отклонил иск о выплате компенсации по факту утечки данных и требовании прекратить использование уличной системы распознавания лиц. Суд не увидел в деле нарушения закона, несмотря на наличие уголовного дела в отношении полицейских, в котором истец является потерпевшей стороной. Была подана апелляционная жалоба на решение по этому делу.
В апреле 2021 года состоялось судебное заседание по уголовному делу в отношении полицейских. Суд признал их виновными в нарушении неприкосновенности частной жизни с использованием служебного положения, однако постановил прекратить уголовное преследование и назначил штрафы в размере 10 тыс. рублей и 20 тыс. рублей. Защита потерпевшей подала апелляционную жалобу на решение суда из-за несправедливого размера штрафов. С постановлением суда также был несогласен Басманный межрайонный прокурор, который потребовал пересмотра дела, указывая на то, что суд первой инстанции не учёл степень общественной опасности действий обвиняемых и тот факт, что один из обвиняемых не полностью загладил вину. 20 мая 2021 года Московский городской суд рассмотрел апелляционную жалобу и направил дело на новое рассмотрение.

### Дело о блокировке информации о средствах обхода цензуры
13 апреля 2015 года Анапский городской суд Краснодарского края постановил заблокировать страницу «Инструментарий», где были размещены инструкции по обходу блокировок. Суд решил, что «с помощью указанного сайта граждане могут получать неограниченный доступ к запрещённым материалам, в том числе и экстремистским». Информацию на странице признали запрещённой к распространению на территории РФ, однако в соответствующий реестр запрещённых сайтов ссылка на страницу не была внесена. Юристы организации направляли апелляционную жалобу на решение суда, указывая, что список способов обхода блокировки не является запрещённой законом информацией. Кроме того, была нарушена процедура рассмотрения подобных дел: организация не получала уведомление, а её представители не были приглашены в суд для рассмотрения дела.
29 сентября 2016 года состоялось судебное заседание по апелляционной жалобе, однако суд оставил решение без изменений. Роскомсвобода же указывала на то, что определение судом ресурса как «сайта-анонимайзера» не соответствует фактическим обстоятельствам дела, поскольку сайт не содержит никакой противоправной информации.
16 ноября 2015 года Роскомсвобода направила запрос в Министерство связи и массовых коммуникаций РФ с просьбой разъяснить понятия «сайт-анонимайзер» и «прокси-сервер». В ответе ведомства говорилось, что в действующем законодательстве не содержится определение таких понятий и «их применение является юридически некорректным», ровно как и «не существует положений, ограничивающих применение вышеуказанных технологий „проксирования трафика“ и „анонимайзеров“».
В марте 2016 года юристы Роскомсвободы и Центра защиты цифровых прав подали кассационную жалобу в Президиум Краснодарского краевого суда. В жалобе они просили отменить необоснованные судебные акты судов первой и второй инстанций и полностью прекратить производство по делу. После отказа в рассмотрении кассационной жалобы, организация также обращалась в Верховный суд, который, как и нижестоящие инстанции, вынес решение о законности действий властей. Не добившись восстановления доступа к странице сайта в рамках национальной системы правосудия, Роскомсвобода обратилась в Европейский суд по правам человека (ЕСПЧ). В сентябре 2017 года ЕСПЧ приступил к рассмотрению жалобы, объединив жалобу на блокировку страницы сайта Роскомсвободы с аналогичными жалобами «Каспаров.ру», «Грани.ру», «ЕЖ.ру» и Worldview of Russian Civilization.
В 2018 году Европейский суд задал российским властям вопросы о правомерности блокировок, на что представитель России в ЕСПЧ ответил в отзыве, что ограничение доступа к информации об анонимайзерах необходимо «в целях национальной безопасности, территориальной целостности и общественного порядка».
23 июня 2020 года ЕСПЧ рассмотрел жалобу и признал действия российских властей в части ограничения доступа к странице сайта Роскомсвободы, а также ресурсам «Каспаров.ру» и «Грани.ру» нарушающими Европейскую конвенцию по правам человека. Суд постановил, что в деле о блокировке страницы сайта Роскомсвободы имело место нарушение ст.10 Конвенции (свобода выражения мнения), а также ст. 13 Конвенции (право на эффективные средства правовой защиты) и обязал Россию выплатить компенсацию в размере 10 тыс. евро.
Это дело стало первым в России судебным процессом, связанным с запретом информации о технических средствах обхода государственной цензуры и стало судебным прецедентом для аналогичных дел, в том числе в ЕСПЧ, который установил, что действия российских властей противоречат международным правовым стандартам в части ограничения доступа к информации в сети. В 2021 году на основании решения ЕСПЧ юристы организации добились в Анапском городском суде закрытия административного дела, возбуждённого в 2015 году.

### Дело Tor Project
Сайт The Tor Project, а также публичные прокси-серверы (узлы) сети Tor и некоторые мосты были заблокированы в декабре 2021 года на основании судебного решения, вынесенного ещё в 2017 году. 11 января 2022 года юристы Роскомсвободы подали апелляционную жалобу в Саратовский областной суд.
В мае 2022 года юристам Роскомсвободы удалось отменить решение суда о блокировке сайта The Tor Project. Юристы доказали, что в 2017 суд принял решение о блокировке сайта The Tor Project в отсутствие ответчика, что является основанием для пересмотра дела. Сайт был разблокирован и вынесен из реестра запрещённых лишь спустя несколько месяцев — в июле 2022 года.
В мае апелляционный суд отменил блокировку, однако отправил дело на новое рассмотрение в суд первой инстанции, уже с участием владельца сайта. В рамках уже нового рассмотрения дела прокуратура Саратовского района потребовала у суда признать запрещённой информацию, содержащуюся в программном приложении Tor Browser, признать запрещённым само приложение Tor Browser, размещённое в Google Play, ограничить к нему доступ, а также обязать Google LLC удалить приложение из Google Play. В конце июля суд частично удовлетворил иск прокуратуры и признал запрещёнными информацию, содержащуюся в программном приложении Tor Browser, и само приложение Tor Browser.

## Технические разработки
Техническая команда Роскомсвободы разрабатывает и поддерживает сервисы и инструменты для обхода цензуры и блокировок сайтов.

### Реестр заблокированных сайтов
Команда Роскомсвободы с момента своего основания публикует реестр заблокированных сайтов на своем ресурсе reestr.rublacklist.net. Кроме самого реестра существует также API для получения данных в машиночитаемом виде.

### Censor Tracker
Censor Tracker — расширение для браузеров Google Chrome и Firefox, которое позволяет получить доступ к заблокированным в России сайтам, а также предупреждает, если сайт собирает ваши данные и обнаруживает новые «внереестровые» блокировки. В мае 2022 года интрумент для доступа к заблокированным сайтам был дополнен функцией с ироничным названием «родительский контроль», которая помогает оградить от пропаганды родственников. Заглушки для сайтов с госпропагандой сделала арт-группа «Явь».

### VPNlove.me
VPNlove — маркетплейс VPN-сервисов, который в 2017 году создала команда Роскомсвободы. Для сервиса были отобраны надёжные инструменты, которые помогают обойти блокировки, цензуру и защитить пользовательский трафик от излишней слежки. Все сервисы, попавшие на VPNlove.me прошли проверку технической службы Роскомсвободы и получили положительную оценку от международных правозащитных организаций.

### OpenRunet.org
На ресурсе собраны законные способы для обхода государственных блокировок в интернете. Для обхода блокировок предлагается использовать один или несколько из трех предложенных способов: расширения для браузера; VPN; Tor, Psiphon, Lantern.

### Секьюрно
В сентябре 2021 года Роскомсвобода запустила проект Секьюрно, который представляет собой базу знаний в области кибербезопасности и персонального ассистента по комплексной безопасности. Сервис предлагает тестирование на определение уровня знаний и даёт рекомендации по улучшению уровня цифровой, финансовой и личной безопасности. Вся база знаний представлена в нём в интерактивной форме и с практическими заданиями для формирования полезных привычек в области безопасности.

### Amnezia FREE
Amnezia Free — бесплатный плагин, который открывает доступ к заблокированным в России сайтам СМИ и НКО. Он создан VPN-cервисом с открытым исходным кодом Amnezia VPN при поддержке Роскомсвободы. Telegram-бот @free_vpn_amnezia_bot генерирует для каждого пользователя профиль подключения для VPN клиента WireGuard.

## Мероприятия
В 2014—2018 годах Роскомсвобода совместно с Пиратской Партией и Digital Rights Center проводила CryptoInstallFest — фестиваль для IT-специалистов, юристов, общественных деятелей, предпринимателей и всех, кому интересны цифровые технологии в России и тенденции развития Рунета.
С 2019 года Роскомсвобода ежегодно проводит конференцию Privacy Day, русскоязычную конференцию о приватности, защите персональных данных и балансе между доступом к информации и тайной частной жизни. Она приурочена к Международному дню защиты данных и ставит своей целью интегрировать специалистов, говорящих на русском языке, в общемировую дискуссию о ценностях и развитии сферы приватности.
В мае 2020 года Роскомсвобода провела Pandemic Hackathon — онлайн-хакатон для проектов в сфере здравоохранения и гражданской взаимопомощи с призовым фондом 1,5 млн рублей. Мероприятие было направлено на поддержку инициативы и солидарности в момент пандемии коронавируса и глобального кризиса.
В сентябре 2020 года в Москве состоялся первый хакатон DemHack, в котором приняли участие проекты в сфере защиты цифровых прав, приватности и свободы интернета. В сентябре 2022 года он прошел в пятый раз, был организован в онлайн-формате и объединил участников, говорящих на русском языке, из России, стран СНГ, Европы и Северной Африки.
В 2020 году Роскомсвобода стала соорганизатором первой в России ежегодной премии в области приватности — Russian Privacy Awards.
С октября 2020 года Роскомсвобода является основателем и партнером Privacy Accelerator — бесплатной онлайн-программы акселерации для проектов в сфере анонимности, приватности и доступа к информации. Один из известных продуктов, вышедших на рынок при поддержке Privacy Accelerator — Amnezia VPN — приложение для запуска своего VPN-сервиса на основе полностью открытого исходного кода.

## Награды и признание
В 2014 и 2016 годах Роскомсвобода была лауреатом Антипремии Рунета в номерации «Андеграунд Рунета».
В 2015 году порталу была присуждена премия «Свободные знания».
В 2022 году Теплица социальных технологий выпустила сборник «Социальные проекты, которые изменили Россию. Вдохновляющие истории десятилетия (2012—2022)», одна из глав которого посвящена проекту Роскомсвобода.